# .gg
.gg je internetová národní doména nejvyššího řádu pro Guernsey. Spravuje ji Island Networks.